# Rue Fernand-Labori
La rue Fernand-Labori est une voie du 18e arrondissement de Paris, en France.

## Situation et accès
La rue Fernand-Labori est une voie publique située dans le 18e arrondissement de Paris. Elle débute au 118, boulevard Ney et se termine au 9, rue René-Binet.

## Origine du nom

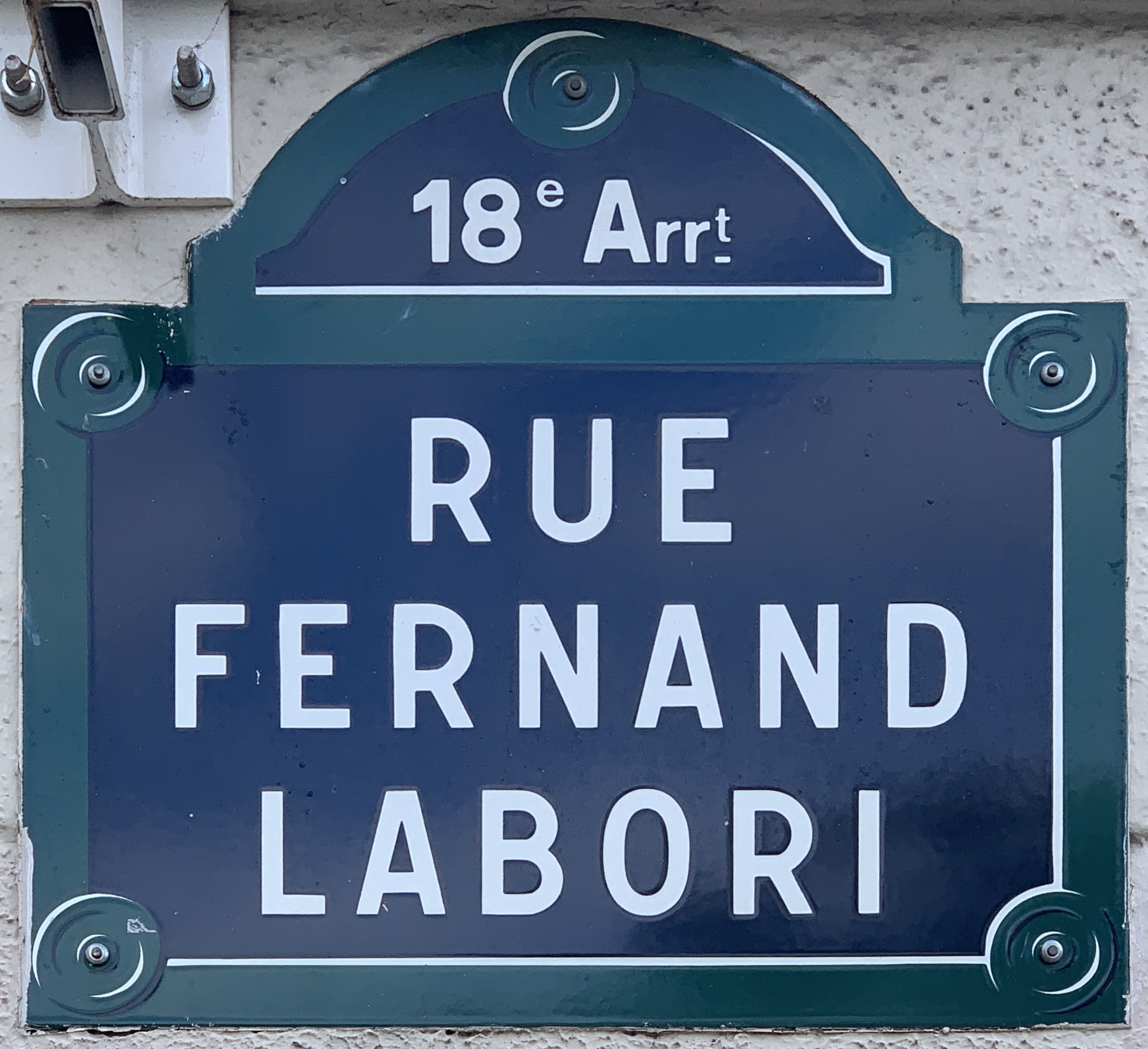
Plaque de la rue.

Elle porte le nom de l'avocat Fernand Labori (1860-1917).

## Historique
Cette rue est ouverte et prend sa dénomination actuelle en 1927 sur l'emplacement du bastion no 37 de l'enceinte de Thiers.